# Microsoft Mobile
Microsoft Mobile var en multinational producent af mobiltelefoner og mobile enheder med hovedsæde i Espoo i Finland. Det var et 100 % ejet datterselskab til Microsoft. Dets primære aktiviteter var design, udvikling, produktion og distribution af mobiltelefoner, smartphones tablet-computere og lign.

## Historie
Microsoft Mobile blev etableret ved et opkøb af Nokia Devices og Nokias servicedivision i april 2014. Microsoft Mobile havde rettighederne til at sælge mobiltelefoner under Nokia-mærket, som en del af en 10-årig licensaftale, så længe at telefonerne er baserede på S30 og S40 serierne, som bestod af "dumbphones" og Asha-phones. Fremtidens "Lumia"-smartphones var ikke en del af licensaftalen og måtte ikke bære Nokia-mærket. "Lumia"- og "Asha"mærkerne var 100 % ejet af Microsoft. Microsoft Mobile er Microsofts andet venture indenfor mobiltelefoni-hardware, efter det kortlivede Kin i 2010.

## Ekstern henvisning
- Arkiveret 16. april 2014 hos  Wayback Machine